# VideoKids
I VideoKids sono stati un duo musicale olandese. Vengono ricordati soprattutto per il loro successo Woodpeckers from Space (1984).

## Storia del gruppo
I VideoKids vennero formati da Peter Slaghuis e Bianca Bonelli nella prima metà degli anni 1980. Il loro singolo più famoso è Woodpeckers from Space del 1984. La traccia, contenuta nell'album The Invasion of the Spacepeckers dello stesso anno, entrò nelle top 10 europee ed è molto apprezzata dagli estimatori della musica anni 1980 e del genere Italo disco. Del 1985 invece è l'album Satellite. Nello stesso anno, René Portegies sostituì Slaghuis.
Il gruppo non fece più parlare di sé nella seconda metà del decennio. Slaghuis perse la vita in un incidente stradale nel 1991; Bonelli morì qualche anno dopo (le fonti affermano che l'anno del decesso fu il 1994 o il 1995).

## Formazione
- Bianca Bonelli – produzione
- René Portegies – produzione
- Peter Slaghuis – produzione

## Discografia

### Album
- 1984 – The Invasion of the Spacepeckers
- 1985 – Satellite

### Singoli
- 1984 – Woodpeckers from Space
- 1985 – Do the Rap
- 1985 – On Satellite
- 1988 – Witch Doctor